# Gina Rodriguez
Gina Alexis Rodriguez-LoCicero (Chicago, 30 luglio 1984) è un'attrice statunitense, conosciuta soprattutto per il ruolo di Jane Gloriana Villanueva nella serie televisiva Jane the Virgin, per la quale ha vinto il Golden Globe per la miglior attrice in una serie commedia o musicale e ricevuto altre due candidature per il medesimo premio.

## Biografia
Gina Rodriguez è nata a Chicago, Illinois, figlia più giovane del portoricano Genaro Rodriguez, un arbitro di boxe, e Magali. È l'ultima di tre sorelle. La più grande, Ivelisse Rodriguez Simon, è un investitore finanziario, mentre quella di mezzo, Rebecca, è un medico (Ivelisse le ha pagato l'istruzione alla Tisch School Of Arts NYU). 
A 7 anni, Gina Rodriguez si esibì alla compagnia di salsa Fantasia Juvenil. Rodriguez è stata cresciuta cattolica e frequentò la scuola superiore al St. Ignatius College Prep. Ha continuato a ballare la salsa fino all'età di 17 anni. A 16 anni fu tra i tredici adolescenti ad essere accettati alla Columbia University's Theatrical Collaboration. Ha anche frequentato la Tisch School of the Arts dell'NYU. Ha avuto quattro anni di tirocinio all'Atlantic Theater Company and Experimental Theatre Wing, laureandosi come Bachelor of Fine Arts nel 2006. Ha interpretato Frida Kahlo nella prima mondiale di Casa Blue nel Regno Unito nell'opera chiamata The Last Moments in the Life of Frida Kahlo all'American Stage Theatre.
Il 19 ottobre 2011 Gina si procura il ruolo ricorrente di Beverly nella soap opera Beautiful. Riceve poi un ingaggio nel film-musical Go for It!, per il quale ottiene una nomination agli Imagen Awards del 2011. Appare in Filly Brown, per il quale vince un Imagen Award. Il 16 aprile del 2013, durante un'intervista, rivela che le era stato offerto un ruolo in Devious Maids, ma che l'aveva rifiutato. Il 23 febbraio 2014 Entertainment Weekly annuncia che Rodriguez avrebbe interpretato il ruolo principale di Jane Villanueva in Jane the Virgin, una serie The CW. Quest'ultima performance, particolarmente acclamata dal pubblico, le regala un Golden Globe nel 2015, a fronte di due candidature ricevute in quell'anno e nel 2016. Ad agosto 2015 ospita, insieme a Ludacris e Josh Peck, i Teen Choice Awards 2015. 
Ha preso parte, nel corso della sua carriera a diverse serie televisive, quali Law & Order - I due volti della giustizia, Jonny Zero, Eleventh Hour, Army Wives - Conflitti del cuore, 10 cose che odio di te, The Mentalist, Longmire, Rizzoli & Isles e Brooklyn Nine-Nine. Nel 2016 ha preso parte a Deepwater - Inferno sull'oceano, un film di Peter Berg, mentre nel 2018 ha recitato insieme a Natalie Portman in Annientamento. È protagonista, nel 2019, di alcuni film, quali Miss Bala - Sola contro tutti e Someone Great. Dal 2023 è protagonista della serie televisiva commedia, Non sono ancora morta.

## Vita privata
In un'intervista Gina rivelò di soffrire della tiroidite di Hashimoto dall'età di 19 anni. 
Il 4 maggio 2019 si sposa con l'attore Joseph LoCicero, conosciuto sul set di Jane the Virgin. Il matrimonio viene officiato da Justin Baldoni, co-star dell'attrice dell'omonima serie, nonché suo grande amico. Il 30 luglio 2022, l'attrice ha rivelato su Instagram di essere incinta del loro primo figlio, che ha dato alla luce il 5 febbraio 2023.

## Filmografia

### Cinema
- Calling It Quits, regia di Anthony Tarsitano (2008)
- Matrimonio in famiglia (Our Family Wedding), regia di Rick Famuyiwa (2010)
- Go for It!, regia di Carmen Marron (2011)
- Filly Brown, regia di Youssef Delara e Michael D. Olmos (2012)
- California Winter, regia di Odin Ozdil (2012)
- Enter the Dangerous Mind, regia di Youssef Delara e Victor Teran (2013)
- Sleeping with the Fishes, regia di Nicole Gomez Fisher (2013)
- Sticky Notes, regia di Amanda Sharp (2016)
- Deepwater - Inferno sull'oceano (Deepwater Horizon), regia di Peter Berg (2016)
- Annientamento (Annihilation), regia di Alex Garland (2018)
- Sharon 1.2.3., regia di Mark Brown (2018)
- Miss Bala - Sola contro tutti (Miss Bala), regia di Catherine Hardwicke (2019)
- Someone Great, regia di Jennifer Kaytin Robinson (2019)
- Kajillionaire - La truffa è di famiglia (Kajillionaire), regia di Miranda July (2020)
- Awake, regia di Mark Raso (2021)
- I Want You Back, regia di Jason Orley (2022)
- Spy Kids: Armageddon, regia di Robert Rodriguez (2023)

### Televisione
- Law & Order - I due volti della giustizia (Law & Order) – serie TV, episodi 15x10-18x08 (2004-2008)
- Jonny Zero – serie TV, episodio 1x03 (2005)
- Eleventh Hour – serie TV, episodio 1x16 (2009)
- 10 cose che odio di te (10 Things I Hate About You) – serie TV, episodio 1x14 (2010)
- Army Wives - Conflitti del cuore (Army Wives) – serie TV, episodi 4x04-4x05-4x06 (2010)
- My Super Psycho Sweet 16 2, regia di Jacob Gentry – film TV (2010)
- Happy Endings – serie TV, episodio 1x13 (2011)
- The Mentalist – serie TV, episodio 4x08 (2011)
- Beautiful (The Bold and the Beautiful) – serial TV, 15 puntate (2011-2012)
- No Names – serie TV, episodi 1x02-1x03-1x05 (2012)
- Longmire – serie TV, episodio 2x05 (2013)
- Rizzoli & Isles – serie TV, episodio 4x10 (2013)
- Wild Blue, regia di Michael Dinner – film TV (2014)
- Jane the Virgin – serie TV, 100 episodi (2014-2019)
- Brooklyn Nine-Nine – serie TV, episodio 5x22 (2018)
- RuPaul's Drag Race – programma TV, puntata 11x10 (2019)
- Elena, diventerò presidente (Diary of a Future President) – serie TV, 8 episodi (2020-2021)
- Non sono ancora morta (Not Dead Yet) – serie TV, 23 episodi (2023-2024)
- Will Trent – serie TV, 13 episodi (2025)

### Cortometraggi
- Ten: Thirty One, regia di Gabe Fazio e Lev Gorn (2008)
- Osvaldo's, regia di Randy Wilkins (2009)
- Little Spoon, regia di Lauren Fash (2010)
- The Price We Pay, regia di Jesse Garcia (2013)
- Una Y Otra Y Otra Vez, regia di Wade Allain-Marcus e Jesse Allain-Marcus (2013)
- Interstate, regia di Camille Stochitch (2013)
- C'est Jane, regia di Jason O. Silva (2014)
- Since I Laid Eyes, regia di Adel L. Morales (2014)

### Doppiatrice
- Gli eroi del Natale (The Star), regia di Timothy Reckart (2017)
- Ferdinand, regia di Carlos Saldanha (2017)
- Smallfoot - Il mio amico delle nevi (Smallfoot), regia di Karey Kirkpatrick e Jason Reisig (2018)
- Animals. – serie animata, episodio 3x03 (2018)
- Big Mouth – serie animata, 17 episodi (2018-2022)
- Elena di Avalor (Elena of Avalor) – serie animata, 4 episodi (2018-2019)
- Carmen Sandiego – serie animata, 33 episodi (2019)
- Scooby! (Scoob!), regia di Tony Cervone (2020)

## Doppiatrici italiane
Nelle versioni in italiano delle opere in cui ha recitato, Gina Rodriguez è stata doppiata da:
- Erica Necci in Jane the Virgin, Someone Great, Miss Bala - Sola contro tutti, Elena, diventerò presidente, Awake, Non sono ancora morta
- Domitilla D'Amico in Deepwater - Inferno sull'oceano
- Valentina Favazza in Annientamento
- Valeria Vidali in Beautiful
- Letizia Ciampa in I Want You Back
- Alessia Amendola in Spy Kids: Armageddon
- Benedetta Degli Innocenti in Will Trent

Da doppiatrice è sostituita da:
- Lavinia Paladino in Big Mouth (st. 1-2), Carmen Sandiego
- Erica Necci in Elena di Avalor
- Gemma Donati in Smallfoot - Il mio amico delle nevi
- Letizia Ciampa in Gli eroi del Natale
- Lucrezia Marricchi in Ferdinand
- Rachele Paolelli in Scooby!
- Sophia De Pietro in Big Mouth (st. 3+)